# Cortes de Palencia (1313)

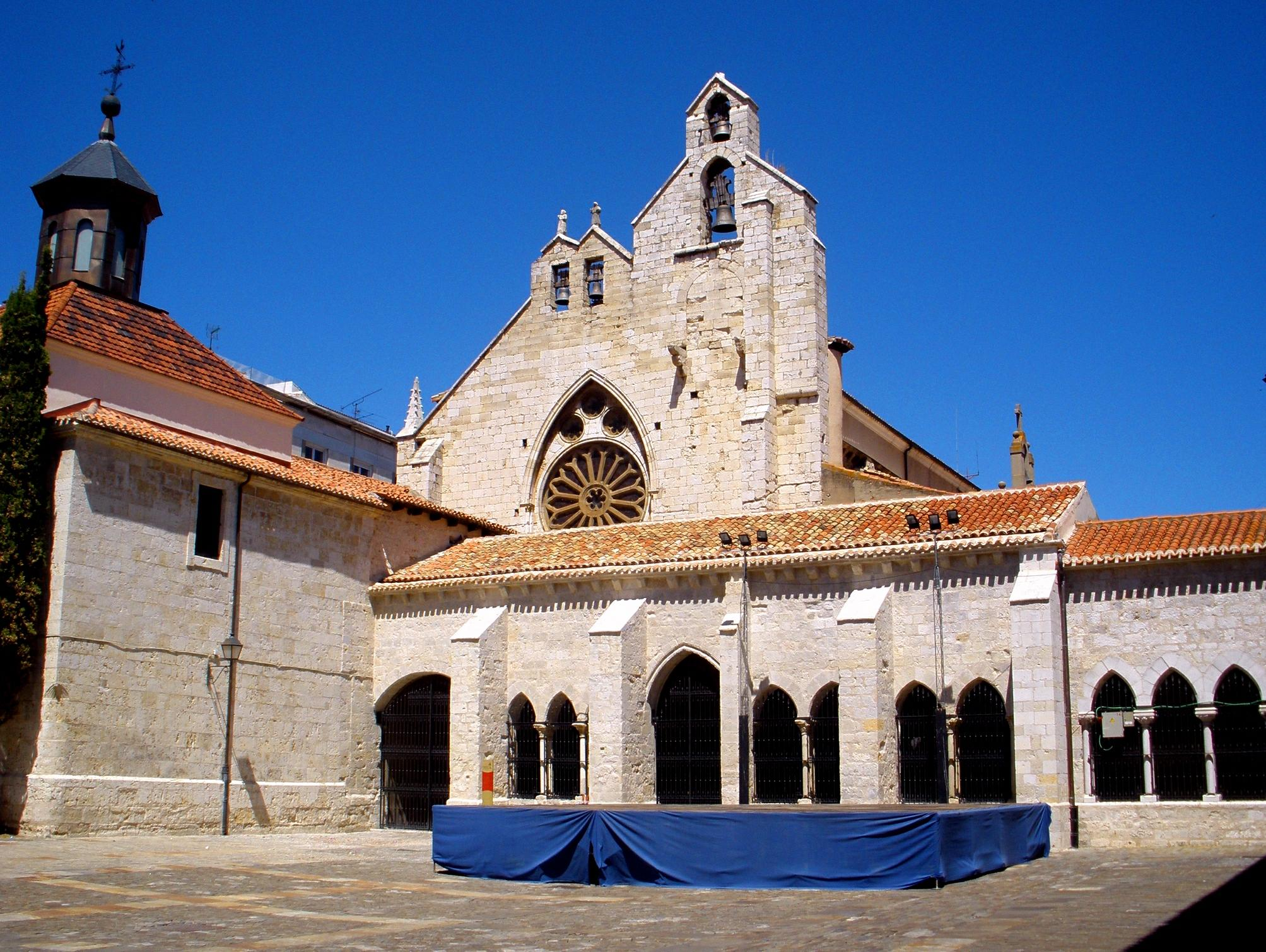
Iglesia de San Francisco de Palencia.

Cortes de Palencia de 1313. Cortes del reino de Castilla celebradas en la ciudad de Palencia en el año 1313, durante la minoría de edad de Alfonso XI de Castilla.
Fueron las primeras Cortes del reinado de Alfonso XI, y en ellas se intentó poner orden en los asuntos del reino y designar al tutor o tutores de dicho monarca durante su minoría de edad, aunque al final no se consiguió alcanzar ningún acuerdo y, a pesar de los deseos del infante Pedro y de su madre, la reina María de Molina, los partidarios del infante Juan le nombraron a él único tutor del rey y encomendaron la custodia y la crianza de Alfonso XI a su madre, la reina Constanza de Portugal, aunque el otro bando nombró a su vez únicos tutores del rey a la reina María de Molina y al infante Pedro.

## Las Cortes de Palencia de 1313

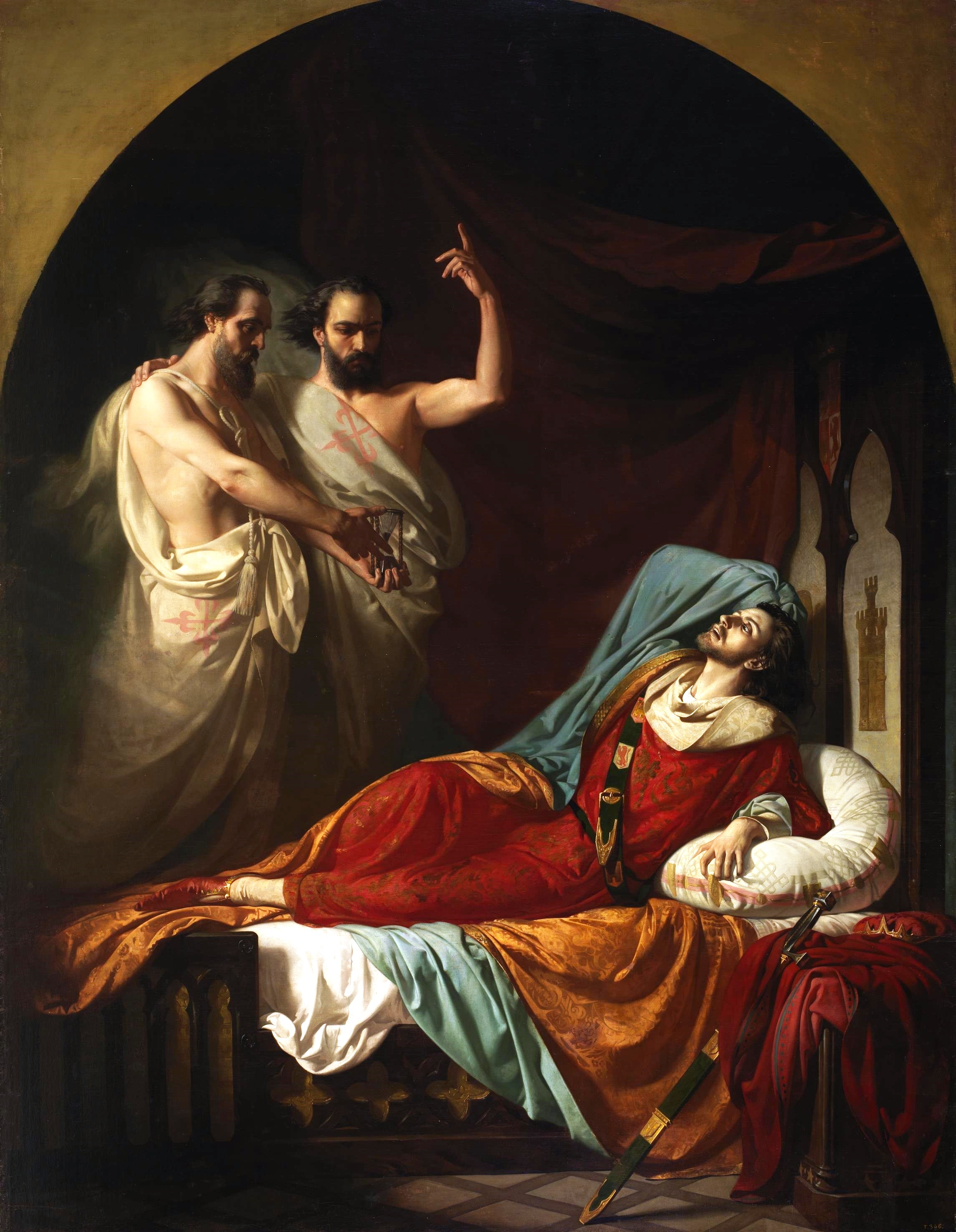
Últimos momentos de Fernando IV el Emplazado. Óleo sobre lienzo de José Casado del Alisal. 1860. (Palacio del Senado de España).

A la muerte del rey Fernando IV de Castilla, que falleció en Jaén el día 7 de septiembre de 1312, subió al trono su hijo, Alfonso XI, que tenía un año de edad. La reina María de Molina y su hijo, el infante Pedro, junto con el infante Juan, hijo de Alfonso X, eran los principales aspirantes a ser los tutores del rey Alfonso XI, y al mismo tiempo, resurgió con gran fuerza el movimiento hermandino en toda Castilla, lo que fue estimulado y utilizado por la nobleza para conseguir sus objetivos políticos.
A finales de 1312, los concejos de León, Zamora, Salamanca, Benavente, Alba de Tormes, Ledesma, Villalpando, Mansilla, Olmedo, Granadilla, Sayago, Mayorga y Astorga acordaron formar una hermandad destinada a servir al rey Alfonso XI, procurar el cumplimiento de la justicia, y castigar los robos y crímenes que se cometieran en lo sucesivo en sus términos. Y el día 15 de enero de 1313, cinco de los concejos anteriores, entre los que figuraban los de León, Zamora, Salamanca, Mansilla y Benavente, formaron una nueva hermandad con los infantes Juan y Felipe, Pedro Ponce de León y Juan Núñez II de Lara, señor de Lara, y sus objetivos eran, además de servir al rey Alfonso XI y proteger su señorío, defender sus fueros, privilegios y libertades, aunque diversos historiadores señalan que en realidad el infante Juan buscaba el apoyo de los concejos hermanados entre sí para que en las Cortes de Palencia pudiera ser nombrado único tutor del rey. Y los concejos castellanos, por su parte, formaron también una hermandad a instancias del infante Juan, pero su carta fundacional se desconoce en la actualidad.
La Gran crónica de Alfonso XI afirma que el infante Pedro, hermano de Fernando IV, tío de Alfonso XI, y aspirante a ejercer la tutoría del rey, acudió a las Cortes de Palencia acompañado de un ejército de doce mil hombres, después de haberlo reclutado en Asturias y Cantabria, y que acudió a ellas, según refiere la misma crónica, dispuesto a responder a los agravios que el infante Juan y sus partidarios le habían hecho, aunque al final no se produjo ningún enfrentamiento entre sus partidarios y los de dicho infante. En el bando del infante Pedro, al que apoyaba su suegro, el rey Jaime II de Aragón, militaban su tío Alfonso Téllez de Molina, hermano de la reina María de Molina, Tello Alfonso de Meneses, hijo del anterior, Juan Alfonso de Haro, señor de los Cameros, Rodrigo Álvarez de las Asturias, y Fernán Ruiz de Saldaña, entre otros ricoshombres, y también contaba con el apoyo de la mayor parte de la nobleza de Andalucía, de los concejos y hombres buenos de dicho territorio, y de los maestres de las órdenes militares de Santiago, Calatrava y Alcántara. Y diversos autores afirman que los partidarios del infante Pedro y de su madre pretendían defender a la institución monárquica de las arbitrariedades y de los abusos de poder de la «vieja nobleza» castellana.
Los principales partidarios del infante Juan, eran el infante Felipe de Castilla, hijo de la reina María de Molina y mediador entre las dos facciones rivales, el rey Dionisio I de Portugal, Fernando de la Cerda, Don Juan Manuel y Juan Núñez II de Lara, aunque también era apoyado por su esposa, María Díaz de Haro, que era señora de Vizcaya, sus hijos Alfonso y Juan, su sobrino Lope Díaz de Haro, Sancho Sánchez de Velasco, Lope de Mendoza, García de Villamayor, y otros ricoshombres y nobles de Galicia, León y Vizcaya. Y diversos autores señalan que los partidarios del infante Juan pretendían el afianzamiento de la «vieja nobleza» castellana frente al creciente fortalecimiento de la monarquía en la época de Fernando IV.

La Crónica de Alfonso XI afirma que en la ciudad de Palencia se congregaron, sumando los de ambas facciones, unos 12.000 soldados, y para evitar enfrentamientos se acordó que cada uno de los bandos conservase solamente 1.300 hombres en el interior de la ciudad, aunque dicho acuerdo fue quebrantado por el infante Juan al conservar junto a sí a cuatro mil hombres, a lo que correspondió el infante Pedro conservando cinco mil de los suyos. Las tropas del infante Pedro se alojaron en el arrabal de La Puebla, y las tropas del infante Juan en el barrio de la Morería, que estaba cerca de la iglesia de San Miguel de Palencia.

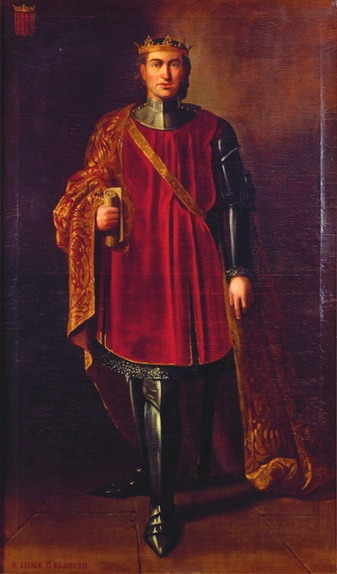
Retrato imaginario del rey Jaime II de Aragón, de Manuel Aguirre y Monsalbe. Ca. 1851-1854. (Diputación Provincial de Zaragoza).

Está documentado que a las Cortes de Palencia asistieron Gonzalo Daza y Osorio, obispo de Orense, que actuó de intermediario entre los infantes Juan y Pedro y la reina María de Molina, y Juan Hernández, obispo de Lugo, que había sido confesor del difunto Fernando IV y prestó numerosos servicios a la Corona durante la minoría de edad de Alfonso XI. Ambos obispos actuaban en su propio nombre y representaban a otros prelados, y también asistió Simón Girón de Cisneros, obispo de Sigüenza, que se encargó de tomar juramento a los que iban a ser tutores del rey Alfonso XI.
Otros prelados que estuvieron presentes fueron Rodrigo del Padrón, arzobispo de Santiago de Compostela, que ayudó a la reina María de Molina a conseguir la legitimación de su matrimonio con Sancho IV y la apoyó durante los reinados de Fernando IV y Alfonso XI, y el obispo de Ciudad Rodrigo, que actuó de intermediario entre el infante Juan y el infante Pedro. Y también asistieron Garcí Martín, procurador del obispo de Calahorra, y los procuradores de los abades de los monasterios de Oña y Aguilar de Campoo.
La reina Constanza de Portugal, viuda de Fernando IV y madre de Alfonso XI, poseía, como señalan diversos autores, «ciertos derechos naturales» para aspiran a ejercer la tutoría del rey, o al menos la custodia de su hijo y, por ello, se vio sometida a las presiones de los infantes Juan y Pedro y de sus respectivos partidarios, por lo que buscó el apoyo de Jaime II de Aragón y del infante Pedro de Castilla, pues este último le prometió que la custodia de Alfonso XI le correspondería a ella. Sin embargo, apenas convocadas las Cortes de Palencia, y en vista de que no conseguía apoyo ni de Jaime II ni del infante Pedro, cambió de bando y comenzó a apoyar al infante Juan, que le había prometido que la custodia de Alfonso XI quedaría en sus manos, y el magnate Don Juan Manuel, nieto de Fernando III de Castilla, procedió de igual modo que la reina Constanza y comenzó a apoyar al infante Juan.
Diversos autores señalan que, por mediación de la reina María de Molina, el rey Jaime II de Aragón se convirtió en «juez» de los diferentes aspirantes a ejercer la tutoría de Alfonso XI, ya que la reina María de Molina le informó puntualmente de todo lo que ocurría en la Corte castellana, pues temía que una excesiva «desinformación» provocara la intervención directa del monarca aragonés, aunque, como reina «enérgica y experimentada» en cuestiones políticas, siempre mantuvo el prestigio de la monarquía castellana ante las presiones aragonesas.
 

Ante el temor de que surgiesen disputas, y por iniciativa de la reina María de Molina, los infantes Pedro y Juan y sus acompañantes abandonaron la ciudad y se hospedaron en las aldeas cercanas, alojándose el infante Pedro en Amusco, el infante Juan en Becerril de Campos, la reina Constanza en Grijota, y María de Molina en Monzón de Campos. Y al mismo tiempo, los prelados y procuradores del reino que apoyaban al infante Pedro y a María de Molina permanecieron en la ciudad y acordaron reunirse en el convento de San Francisco de Palencia, de la Orden de los franciscanos, y los prelados y procuradores que eran partidarios del infante Juan se reunieron en el convento de San Pablo de Palencia, de la Orden de los dominicos. Y a pesar de los deseos del infante Pedro y de la reina María de Molina, los partidarios del infante Juan no se avinieron a ningún acuerdo y nombraron único tutor del rey al infante Juan, y encomendaron la custodia y la crianza de Alfonso XI a su madre, la reina Constanza, al tiempo que el otro bando nombraba únicos tutores del rey a la reina María de Molina y al infante Pedro.

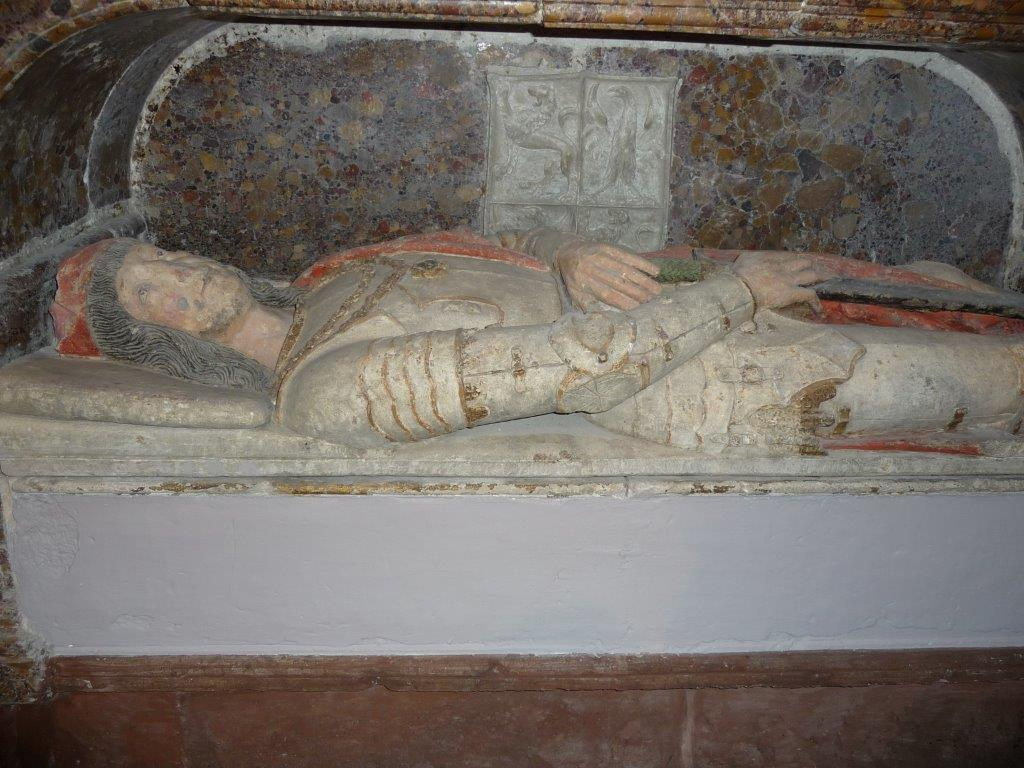
Sepulcro del infante Juan de Castilla el de Tarifa. (Capilla mayor de la catedral de Burgos).

Las dobles Cortes de Palencia de 1313 dieron origen a dos ordenamientos distintos, siendo uno de ellos otorgado por el infante Juan, como tutor de Alfonso XI, a los concejos de los reinos de Castilla, León, Extremadura, Galicia y Asturias, ya que en esos territorios predominaban sus partidarios. Y el otro ordenamiento fue otorgado por la reina María de Molina y por su hijo, el infante Pedro de Castilla, como tutores conjuntos de Alfonso XI, y fue librado a petición de los concejos del reino de Toledo y de Andalucía, aunque en ambos cuadernos de Cortes consta la presencia del clero, de la nobleza y de los hombres buenos de las villas y ciudades, deduciéndose de ello que el infante Juan llevaba cierta ventaja en el número y calidad de los próceres, y el infante Pedro y la reina María de Molina en prelados, maestres de las órdenes militares y representantes de los concejos. Sin embargo, el cuaderno dado por la reina María de Molina lleva los sellos del rey Alfonso XI y los de ambos tutores, y el otorgado por el infante Juan únicamente su propio sello.
Diversos historiadores señalan la particularidad de que durante la minoría de edad de Alfonso XI, los tutores del rey omitieron el término «ordenamiento» para referirse al documento que contenía las resoluciones de los acuerdos tomados durante las Cortes. Y de ese modo, el infante Juan se refirió a «las cosas que en este cuaderno sse contienen», para referirse a lo acordado con los procuradores del reino, y la reina María de Molina y el infante Pedro, por su parte, otorgaron «cartas franquezas e privilegios e ffueros e husos e costumbres e libertades e mercedes… que en este cuaderno sse contienen...», pero tampoco mencionaron el término «ordenamiento». Y una vez acabadas las Cortes, cada uno de los dos bandos comenzó a utilizar el sello real para emitir órdenes y privilegios, por lo que las Cortes no solamente no solucionaron el problema de la tutoría del rey, sino que contribuyeron a crear una guerra civil en la Corona de Castilla, a pesar de que la reina María de Molina intentó, infructuosamente, impedirlo.
Según consta en el capítulo V de la Gran Crónica de Alfonso XI, una vez terminadas las Cortes el infante Pedro ordenó a Pedro Álvarez de las Asturias que ocupase las torres de la ciudad de León, aunque Alfonso de Valencia, hijo mayor del infante Juan, se apoderó de dicha ciudad para impedir que la controlasen los partidarios del infante Pedro, y poco después los infantes Juan y Felipe y Juan Núñez II de Lara acudieron a León y la ocuparon con sus tropas, aunque no pudieron impedir que al mismo tiempo el infante Pedro se apoderara de la ciudad de Palencia. Y a continuación, el infante Pedro se dirigió a la ciudad de Ávila, donde se encontraban la reina María de Molina y el rey Alfonso XI.
El infante Pedro partió poco después hacia Granada a fin de socorrer a Nasr, rey de Granada, contra quien se había sublevado el hijo del arráez de Málaga, aunque a finales de 1313 el infante Pedro tuvo conocimiento de la derrota del rey granadino y, durante su regreso a Castilla, asedió durante tres días y conquistó el castillo de Rute, situado en la provincia de Córdoba.

### Ordenamiento otorgado por el infante Juan de Castilla

Escudo de armas del infante Juan de Castilla, hijo de Alfonso X.

- El infante Juan de Castilla confirmó, en nombre de Alfonso XI, los fueros, privilegios, cartas, usos, costumbres, franquezas y mercedes otorgados a las villas y ciudades del reino desde la época de Alfonso VIII de Castilla.[21]
- Se dispuso que el infante Juan ejercería la tutoría de Alfonso XI, y que la crianza del rey sería encomendada a su madre, la reina Constanza, quien sería asistida por cuatro caballeros, siendo dos de ellos del reino de Castilla y dos del reino de León.[31]
- El infante Juan ejercería la tutoría del rey en solitario y sin compartirla con nadie y en caso de que no lo hiciese así perdería la tutoría.[31]
- Se dispuso que dieciséis caballeros y hombres buenos de las villas acompañarían a Alfonso XI. Cuatro de ellos serían de Castilla, otros cuatro de León, otros cuatro de las Extremaduras y los cuatro restantes de Andalucía. Y dichos caballeros y hombres buenos serían escogidos por el infante Juan, quedando excluidos los privados del rey Fernando IV.[32]
- Los oficios de la casa del rey deberían ser desempeñados por caballeros y hombres buenos de las villas y ciudades, y serían elegidos por el infante Juan.[33]
- El infante Juan se comprometió a respetar el señorío y todos los derechos del rey, así como todas las ciudades, villas, castillos, aldeas y todas las posesiones que Alfonso XI había heredado de su padre, Fernando IV, y quedó obligado a no enajenarlas ni venderlas.[34] Y además se comprometió a no imponer diezmos, pechos desaforados, o servicios.[34]
- En caso de guerra, los vasallos del rey, entre los que se contaban los infantes, ricoshombres, caballeros y hombres buenos, estarían obligados a prestar ayuda al tutor del rey,[35] rendirle homenaje y prestar juramento de fidelidad. Y en caso de que quebrantaran el juramento los vasallos del que lo había prestado deberían abandonarle y no servirle o ayudarle.[35]
- Respecto al impuesto que había que pagar al entrar o salir de los puertos de mar, el infante Juan dispuso que se pagara únicamente en los lugares donde estaba contenido en el fuero correspondiente del lugar, y según se hacía en el reinado de Fernando III, abuelo del infante Juan.[34]
- La administración de justicia no sería encomendada a ningún infante o ricohombre, sino a los merinos mayores de Castilla, León y Galicia, y a los adelantados mayores de la frontera de Andalucía y del reino de Murcia,[36] y para evitar los abusos cometidos por los adelantados, se dispuso que serían sustituidos por merinos mayores, excepto en la frontera de Andalucía y en el reino de Murcia.[37] Además, diversos autores señalan que la equiparación entre los adelantados mayores de Murcia y la frontera con respecto a los merinos mayores de León, Castilla y Galicia era ya una «realidad institucional».[38]Fachada principal de la iglesia de San Pablo de Palencia.

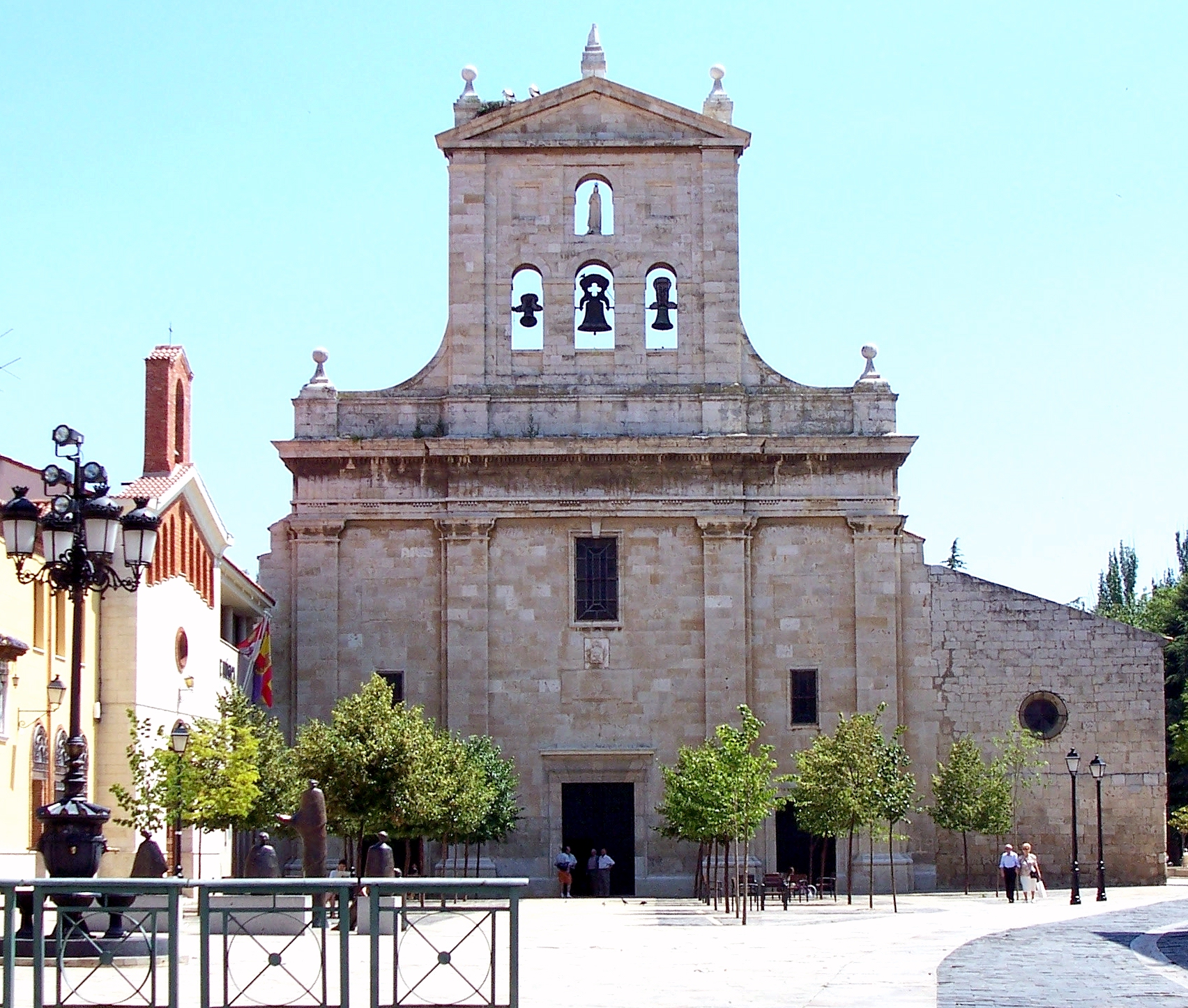
Fachada principal de la iglesia de San Pablo de Palencia.

- Los derechos del rey y del infante Juan en materia de yantares también quedaron fijados, y se dispuso que cuando el rey o su tutor fuesen a alguna villa deberían pagar las viandas que tomasen. Los yantares que le correspondían al rey por fuero le serían concedidos al infante Juan solamente cuando fuera a administrar justicia y a visitar el territorio,[39] y consistían en cien maravedís de la buena moneda, aunque el infante no podría exigirlos de otra manera ni podría reclamar el yantar en un lugar si el rey ya lo había hecho ese mismo año. Y si por alguna razón el rey y su tutor fueran a la guerra contra los musulmanes pero no visitaran el territorio, solamente podrían demandar los yantares en los lugares donde estuviera recogido en los fueros correspondientes.[39]
- Las rentas y derechos de la hacienda real serían repartidos entre el infante Juan y la reina Constanza de Portugal.[39]
- Los representantes de los concejos solicitaron al infante Juan que los privados y oficiales del rey Fernando IV no desempeñaran ningún cargo junto a Alfonso XI, y que fueran revisadas y examinadas sus actuaciones,[39] aunque el infante Juan dispuso que en caso de que no hubieran cometido irregularidades podrían servir al nuevo monarca.[39]
- El infante Juan confirmó y aprobó la existencia de las hermandades concejiles que se habían formado en todo el reino desde la muerte de Fernando IV de Castilla,[21] y entre ellas se contaban las hermandades de los concejos de Castilla, León, las Extremaduras, Galicia y las Asturias, aunque no se menciona en el ordenamiento a la Hermandad General de Andalucía, que había vuelto a reunirse tras la muerte de Fernando IV.[40]
- Las casas fuertes que hubieran sido levantadas tras la muerte de Sancho IV de Castilla, hermano del infante Juan, deberían ser demolidas, independientemente de la jurisdicción a la que estuvieran sujetas.
- Los representantes de los concejos solicitaron que los recaudadores de impuestos no fueran judíos o caballeros, y que las recaudaciones no fueran arrendadas,[41] y también solicitaron que ni los infantes, ricoshombres u otros nobles tomasen ningún conducho en los municipios de realengo ni en sus términos.[42]

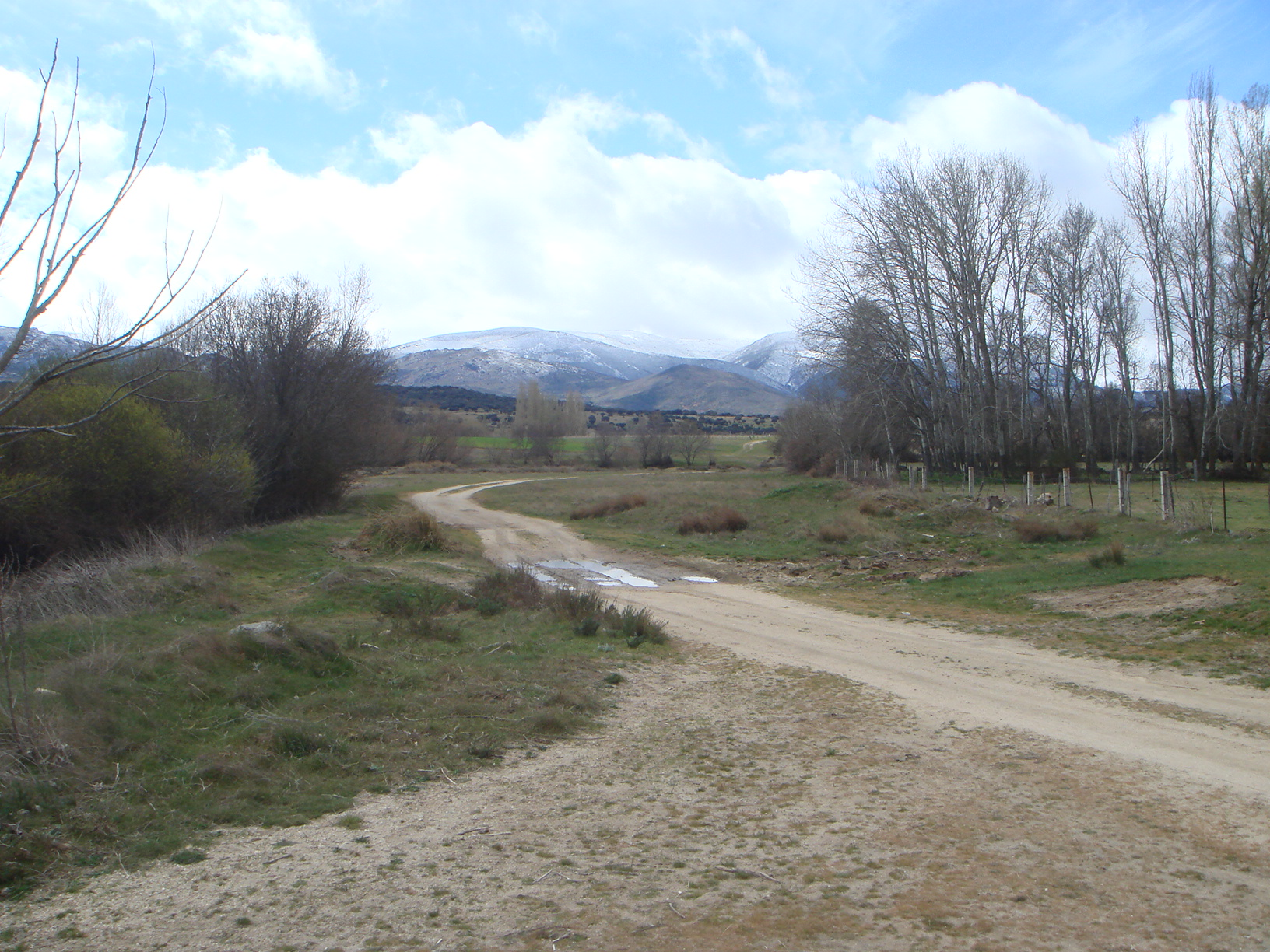
Cañada Real Leonesa Occidental, en el Valle de Amblés, (Provincia de Ávila).

- Los procuradores solicitaron que las tierras que habían sido confiscadas a los concejos o a alguno de sus habitantes fueran devueltas a sus legítimos propietarios.[42]
- El alguacil de la casa del rey debería ser un hombre idóneo y no debería tomar almotacenazgo, salvo en los lugares en los que hubiera sido abonado desde la época del rey Alfonso X, padre del infante Juan.[42]
- Los representantes de los concejos solicitaron al infante Juan que las casas fuertes fueran demolidas y las asonadas suprimidas, debido a los graves daños que ocasionaban al reino.[43]Cañada Real Leonesa Occidental, en el Valle de Amblés, (Provincia de Ávila).
- Los procuradores solicitaron que fueran nombrados merinos en los lugares donde los había por tradición, que fueran hombres buenos y naturales de las comarcas donde ejercieran sus cargos, y que nombraran fiadores para que pudieran responder en caso de que cometiesen crímenes o violencias.[43]
- Se reiteró lo aprobado en las Cortes de Valladolid de 1312, que fueron las últimas del reinado de Fernando IV,[44] relativo a que los merinos deberían ser acompañados por alcaldes del rey,[37] a fin de que no pudieran matar, robar o prender a nadie sin que previamente hubiera sido juzgado por los alcaldes del lugar correspondiente o por los alcaldes del rey que les acompañaban.[43]
- Los representantes de los concejos solicitaron al infante Juan que nombrase jueces y alcaldes para los concejos respetando los fueros de cada lugar.[43]
- Se concederían a cada ciudad tantos notarios como pidiese el concejo, y las notarías que hubieran sido arrebatadas por la fuerza deberían ser restituidas a sus legítimos propietarios, quienes deberían desempeñar el cargo por sí mismos y no a través de sustitutos.[43]
- Los representantes de los concejos se quejaron de los daños que los rebaños de la Mesta ocasionaban a los campos de cultivo, y solicitaron, entre otras medidas, que no se abrieran nuevas cañadas y que los rebaños no atravesasen los términos de Valladolid, Olmedo o Medina del Campo.[45]
- Se reiteró lo dispuesto por los reyes Alfonso X y Sancho IV sobre la prohibición de sacar del reino cosas vedadas,[46] entre las que se incluían los caballos, los animales vivos o muertos, los cautivos musulmanes, los alimentos, los metales preciosos y la moneda acuñada.[47] Además, en el ordenamiento de las Cortes de Palencia se añadió la prohibición de exportar legumbres.[48]
- Además, se dispuso que los alcaldes y oficiales encargados de impedir la exportación de las cosas vedadas no impidieran que dichas mercancías circularan libremente por ferias y mercados, sino que cumplieran su cometido únicamente en los puertos y en los lugares donde ya lo hacían en la época de Alfonso X.[49]

#### Disposiciones relativas a la cancillería

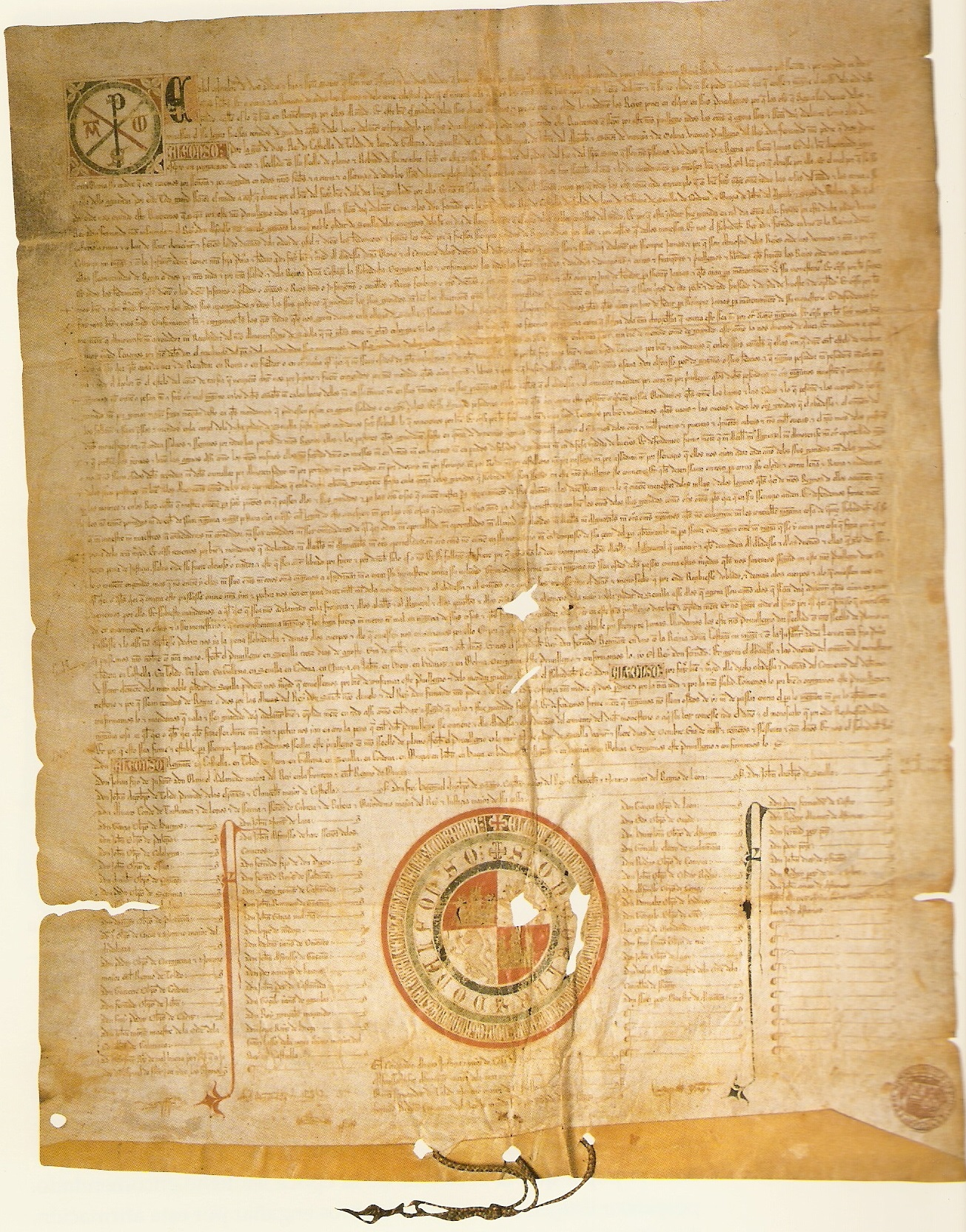
Privilegio rodado concedido por Alfonso XI de Castilla al monasterio de San Clemente de Sevilla.

- Los diferentes tutores del rey se esforzaron por conseguir el control de la cancillería real, y sus rivalidades se reflejaron en la expedición de documentos con mandatos, disposiciones o sentencias frecuentemente contradictorias entre sí.[50]
- Los representantes de los concejos solicitaron a los tutores que la elección de los oficiales de la cancillería real fuera realizada personal y directamente por ellos, y que los elegidos no arrendasen sus cargos y fueran hombres cuerdos y no codiciosos, cumplidores de la ley, y temerosos de Dios y del rey.[51] Además, también solicitaron que dichos oficiales no fueran clérigos o judíos, ya que achacaban las irregularidades y la corrupción existentes en la cancillería a la procedencia social de dichos oficiales.[52]
- Se acordó que el infante Juan elegiría a dos hombres buenos para que custodiasen los sellos del rey, y fueran los únicos que dispusieran de las llaves.[42] Dichos hombres buenos deberían ser legos y habitantes de las villas de realengo,[53] y no deberían haber desempeñado ningún oficio hasta ese momento.[42]
- En la casa del rey debería haber alcaldes y escribanos de cada uno de los reinos. Dichos alcaldes deberían ser hombres buenos y no deberían emitir cartas que atentasen contra los fueros y los derechos de las villas y personas, y que eran llamadas cartas desaforadas.[42] Además, se dispuso que el escribano de cámara que emitiera este tipo de cartas sin que lo hubieran ordenado los tutores del rey, sería condenado a muerte.[54]
- Los sobornos, que eran frecuentes en toda la administración, eran, según afirman diversos autores, «especialmente usuales entre alcaldes y escribanos», ya que estos últimos recibían presentes y obsequios de las personas implicadas en los pleitos juzgados en la Corte.[55]
- Durante la minoría de edad de Alfonso XI nadie desempeñó el cargo de canciller del sello de la Puridad, ya que los procuradores consiguieron en las Cortes de Palencia que los tutores del rey se comprometieran a no utilizar este tipo de sello.[56]

#### Disposiciones relativas a los judíos
A la muerte del rey Fernando IV se produjo un endurecimiento de las leyes relativas a los judíos, provocada por la pérdida de autoridad de la monarquía, que los protegía, por la influencia que alcanzaron los procuradores de las ciudades en la vida política castellana, y por la crisis económica y demográfica que asolaba Castilla. Uno de los objetivos de los procuradores era intentar apartar a los judíos, clérigos y caballeros de las actividades fiscales, y reemplazarlos por hombres buenos de las villas y ciudades, y otro de sus objetivos era que los caballeros y hombres buenos se encargaran también de recaudar los impuestos, e impedir que los judíos o musulmanes participaran en dicha recaudación. Y por todo ello, en las Cortes de Palencia se acordaron las siguientes medidas relativas a los judíos:

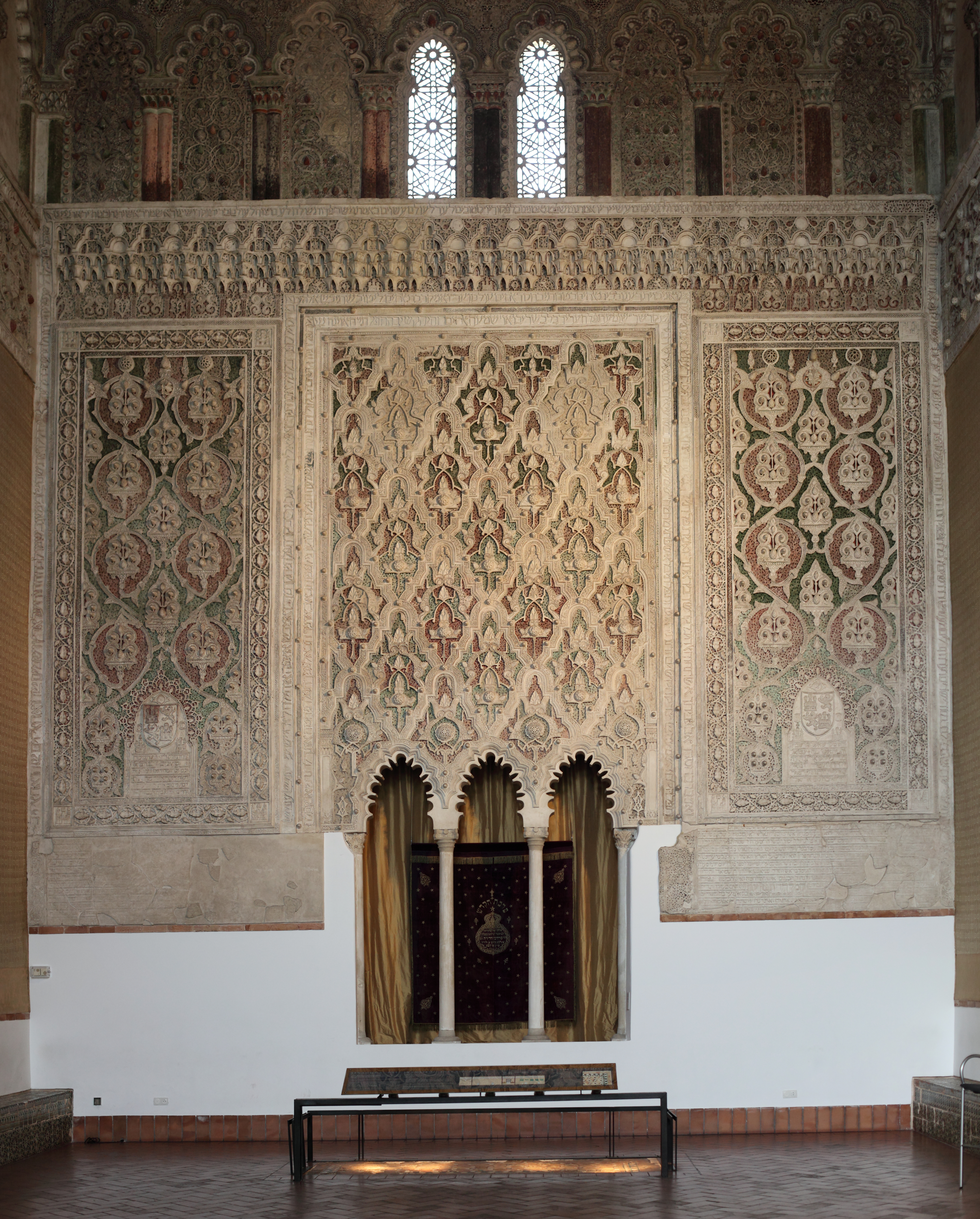
La Gran Sala de Oración de la Sinagoga del Tránsito. (Toledo).

- Se ratificó lo dispuesto por los reyes Alfonso X, Sancho IV y Fernando IV sobre todo lo relacionado con los bienes raíces y el pago de las deudas que los cristianos tenían contraídas con los prestamistas judíos,[59] y se dispuso que no se venderían las propiedades del deudor hasta que hubiera sido demostrado en un juicio quién tenía razón en todo lo referente al préstamo.[59]
- Además, se acordó que las cartas en las que constara la concesión de un préstamo solamente serían válidas en caso de que hubieran sido redactadas por un escribano cristiano.[59]
- El infante Juan dispuso que no hubiera almojarifes, arrendadores, tomadores de cuentas, pesquisidores o escribanos judíos en la casa del rey[60] o en la del tutor del rey,[61] y en el ordenamiento de las Cortes de Palencia se hace referencia al oficio especial de tomador de cuentas.[62]
- Se ordenó a los prestamistas judíos que no prestaran a usura más que a tres por cuatro al año,[59] y se obligó al prestamista judío a jurar que «non lo da más caro», y al cristiano que recibía el dinero a jurar que «non lo ssaca más caro».[63]
- Una decretal del papa Clemente V, mencionada en el ordenamiento de las Cortes de Palencia de 1313,[64] amenazó con la excomunión a los cristianos que practicasen la usura, y por ello, muchos cristianos se negaron a pagar las deudas que tenían contraídas con los prestamistas judíos.[63]
- Los representantes de los concejos solicitaron al infante Juan que los judíos llevasen una señal amarilla sobre la ropa en el pecho y en la espalda, a fin de que pudieran ser distinguidos de los cristianos, pero el infante Juan respondió que haría lo que más conviniese a Dios y al rey, por lo que la indumentaria de los judíos no fue modificada.[57]
- Los judíos no podrían hacer ostentación de riqueza y en caso de que portasen alguna se les podría confiscar.[57]
- Ninguna cristiana podría criar a los hijos de un musulmán o un judío, o vivir con él.[65]
- Los representantes de los concejos solicitaron que los judíos que llevasen nombres de cristianos fueran castigados como herejes, a lo que accedió el infante Juan, que dispuso que fueran ejecutados y desposeídos de todos sus bienes.[66]
- Los pleitos entre cristianos y judíos deberían ser resueltos por los alcaldes de las villas, según había dispuesto el rey Sancho IV de Castilla.[66]
- El testimonio de los judíos no tendría validez en los pleitos, criminales o civiles, que tuvieran con los cristianos, pero el de estos últimos sí tendría validez en dichos pleitos.[66]

### Ordenamiento otorgado por el infante Pedro de Castilla y la reina María de Molina

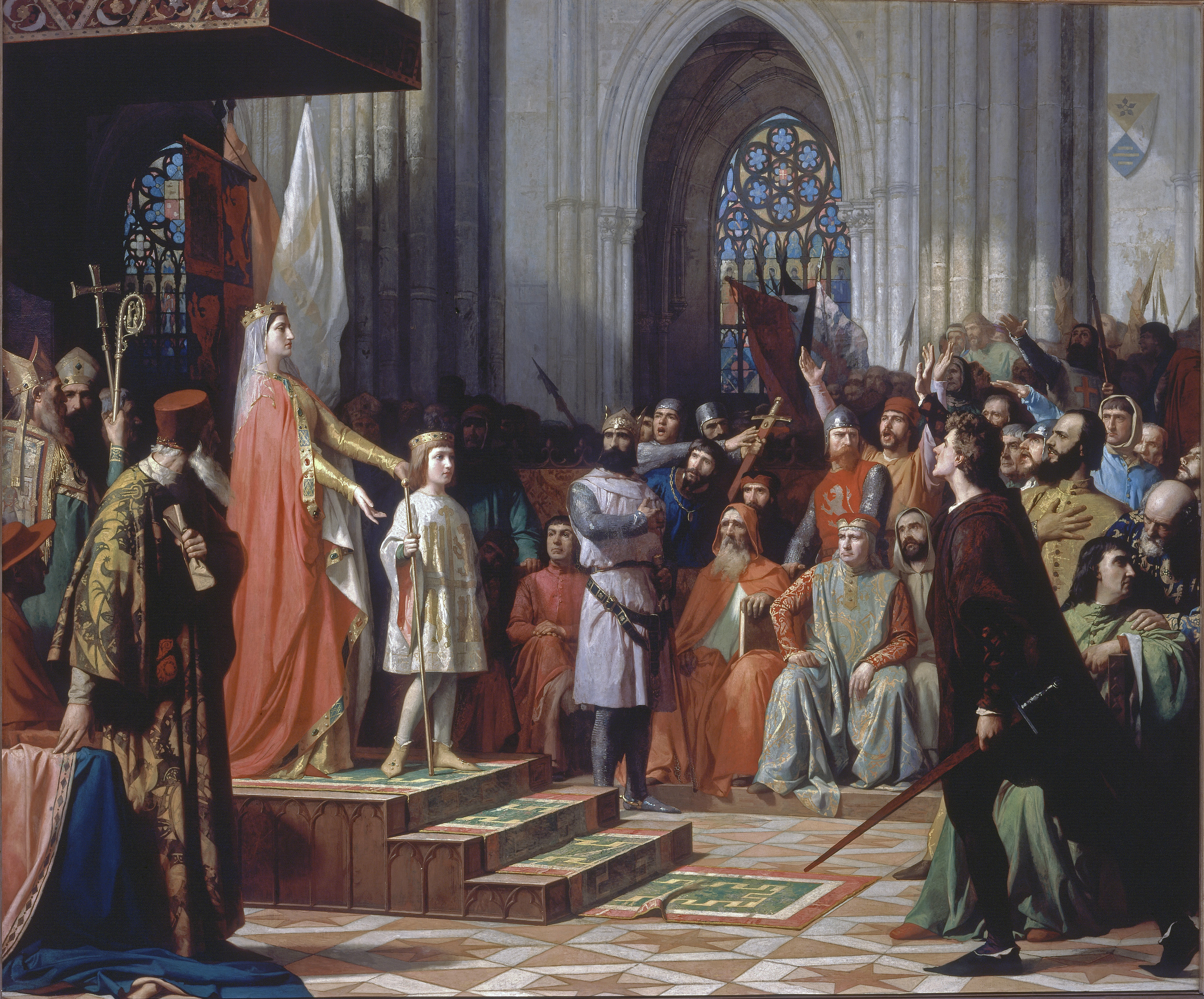
María de Molina presenta a su hijo Fernando IV en las Cortes de Valladolid de 1295. Óleo sobre lienzo de Antonio Gisbert Pérez. 1863. (Congreso de los Diputados de España).

- Los nobles, prelados y hombres buenos que eran partidarios de la reina María de Molina y de su hijo, el infante Pedro de Castilla nombraron a ambos únicos tutores del rey Alfonso XI,[21] y ambos confirmaron en nombre del monarca los fueros, privilegios, cartas, usos, costumbres, franquezas y mercedes de las villas y ciudades del reino.
- Para que se cumpliera la voluntad de su padre, Fernando IV, se dispuso que Alfonso XI se criaría en la ciudad de Ávila, por ser «logar ssano e de buena gente e guardaron siempre verdat e lealtat e sservicio de los reyes».[21] y que permanecería allí durante dos años, hasta la próxima reunión de las Cortes.[21]
- Cuando el rey cumpliera tres años de edad se le daría por ayo un caballero hidalgo para que le educase en las «buenas costumbres».[21]
- Para supervisar la actuación de los tutores del rey se constituyó un consejo integrado por dieciséis caballeros y cuatro obispos.[21] Cuatro de ellos serían del reino de Castilla, otros cuatro del reino de León y de Galicia, otros cuatro del reino de Toledo y de Andalucía y los cuatro restantes de las Extremaduras, y los integrantes de dicho consejo se turnarían en grupos de ocho semestralmente.[21] Los tutores del rey y su consejo se comprometieron a guardar el servicio del rey y mantener el reino «en derecho y justicia».[21]
- Los procuradores solicitaron a la reina y a su hijo, el infante Pedro, que no enajenasen las villas, castillos, aldeas, términos, pechos o derechos del rey, a fin de que el patrimonio real no se viera más disminuido de lo que ya estaba,[67] y la reina María de Molina y el infante Pedro se comprometieron a no enajenar el patrimonio real y a no conceder a nadie ninguna de las posesiones o rentas del rey.[21]
- Los tutores del rey se comprometieron a distribuir las rentas del Rey y los pechos foreros de acuerdo con sus consejeros, y a abstenerse de exigir a las villas y ciudades pechos desaforados.[68]
- Se dispuso que las Cortes serían convocadas cada dos años, y que en caso de que alguno de los tutores no lo hiciera, sus consejeros o los prelados del reino podrían convocarlas.[68]
- Los merinos mayores de Castilla, León y Galicia no deberían ser infantes o ricoshombres.
- Se acordó que las villas y ciudades de Ledesma,  Béjar, Montemayor del Río, Miranda del Castañar, Salvatierra, Granadilla, Galisteo y Alba de Tormes, que pertenecieron a Alfonso de la Cerda y a Sancho de Castilla el de la Paz, deberían pertenecer siempre al realengo, al que pertenecieron en la época de Fernando III, y que no podrían ser entregadas a infantes, ricoshombres, o extranjeros.[69]Escudo de armas del infante Pedro de Castilla, hijo de Sancho IV y de la reina María de Molina.

Escudo de armas del infante Pedro de Castilla, hijo de Sancho IV y de la reina María de Molina.

- Se dispuso que deberían volver a pertenecer al realengo las tierras y heredades que hubieran pasado a depender del señorío eclesiástico,[70] respondiendo así a la demanda de los procuradores, que habían solicitado que los bienes obtenidos por los eclesiásticos a través de compras o donaciones,[67] volvieran al realengo.[71] No obstante, y al igual que ocurrió en anteriores reuniones de Cortes, como en las Cortes de Valladolid de 1307, los procuradores no consiguieron su propósito, pues diversos historiadores señalan que «menos esperanzas podían concebir de las mediaciones, siempre sutiles o cautelosas, de doña María y don Pedro»,[72] aunque los procuradores volvieron a presentar la misma demanda en las Cortes de Burgos de 1315.[73]
- Los prelados solicitaron que los bienes adquiridos por los ricoshombres, caballeros o infanzones en las tierras de abadengo fueran devueltos a la jurisdicción de abadengo, y obtuvieron una respuesta favorable por parte de la reina y su hijo, ya que poco después las posesiones abadengas que habían pasado a pertenecer al realengo en Albelda de Iregua y en los monasterios de Oña y Aguilar de Campoo fueron devueltas a sus antiguos propietarios.[67]
- Las villas y términos que hubieran sido arrebatados a los concejos deberían serles restituidos.[74]
- El infante Pedro y sus consejeros deberían recorrer el reino todos los años a fin de comprobar si los oficiales del rey administraban justicia correctamente.[75]
- El infante Pedro y sus consejeros designarían a los alcaldes de la Corte.[75]
- Se prohibió aplicar pesquisas cerradas a ningún hombre o mujer.[75]
- Se dispuso que en caso de que los ricoshombres, infanzones o caballeros tuvieran alguna querella con alguna persona o concejo, dicha querella debería ser resuelta según el fuero de la localidad correspondiente.[76]
- Si el rey, las reinas o los infantes recorrían el reino, deberían pagar el importe de las viandas que consumieran.[77]
- Los representantes de los concejos solicitaron a los tutores del rey que los castros y las casas fuertes que hubieran sido construidas en Galicia fueran demolidas.[78]
- Para garantizar el cumplimiento de que los tutores del rey cumplirían lo dispuesto en las Cortes, cincuenta vasallos del infante Pedro juraron e hicieron pleito homenaje con el propio infante, comprometiéndose a respetar lo acordado, y en caso de que el infante incumpliese lo acordado sus cincuenta vasallos deberían obligarle a hacerlo.[78] Sin embargo, si a pesar de ello el infante quebrantaba los acuerdos, sus vasallos quedarían libres de su juramento de fidelidad.[78]

#### Disposiciones relativas a los judíos
- Los pleitos entre cristianos y judíos deberían ser juzgados de acuerdo con los fueros del lugar correspondiente, y no se tendrían en cuenta los privilegios o cartas que los judíos presentasen.[66]
- En los pleitos entre cristianos y judíos tendría validez el testimonio de dos hombres buenos cristianos.[66]
- Los representantes de los concejos solicitaron que los judíos que llevasen nombres de cristianos fueran castigados como herejes, a lo que accedió la reina María de Molina, que dispuso que fueran ejecutados y desposeídos de todos sus bienes.[66]